# Castratiecel
Een castratiecel is een basofiele cel met een grote vacuole die wordt aangetroffen in de hypofysevoorkwab na castratie, effectieve (medicamenteuze) castratie of langdurig gebruik van alcohol.